# Chelin
Cet article concerne la localité suisse. Pour l'unité monétaire, voir Shilling.
Chelin (prononcer /xәlíṅ/ en patois) est une localité de la commune de Lens dans le district de Sierre en Suisse.

## Géographie
Chelin est situé sur le flanc de la colline du Châtelard, sur le coteau droit de la vallée du Rhône en Valais. Flanthey est au nord-est, Vaas à l'est et Saint-Léonard au sud-ouest. Le village est distant d'environ 8 km de Sion, 8,5 km de Sierre et 10 km de Crans-Montana.

## Toponymie
Son nom provient d'un patronyme germain dont sont issues plusieurs variantes qui ont évolué au cours des siècles et avec la prononciation locale. On les retrouve écrites dans des documents sous de nombreuses formes, telles que Chellin, Chelling, Chillin, Chilling, Silyn, Schyllyn ou encore Schilling qui étaient utilisées pour certaines jusqu'au milieu du XXe siècle,.

## Histoire

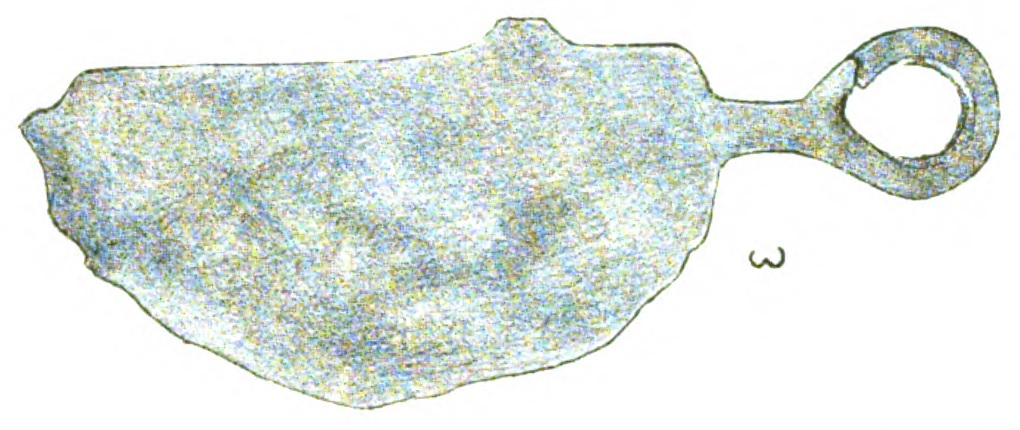
Rasoir de l'âge du bronze

Les premières traces d'habitation permanente du village remontent à l'âge du bronze, comme l'atteste la découverte en 1893 d'un cimetière celtique composé de trois rangées de tombes avec la tête orientée à l'Est ; ce cimetière a été détruit depuis lors. Les archéologues ont par ailleurs mis au jour divers objets de la vie quotidienne qui ont été offerts au Musée National Suisse, au Muséum d'histoire naturelle de Genève ainsi qu'au Musée d'histoire naturelle de Sion. Ils y ont retrouvé, par exemple, deux torques, un bracelet Gaulois, un rasoir, trois vases et plusieurs ornements de ceintures. Des vestiges du second âge du fer (époque de La Tène) et une tombe ainsi que des monnaies de l'époque romaine y ont également été retrouvés,,.
En 1223, une liste de redevances y fait mention d'une "ouche" (terrain fertile) cultivée en jardin potager ou en verger. Quelques années plus tard, on y trouve pour la première fois des vignes. Par la suite, les textes révèlent moins de champs et de prés, probablement car ils rapportaient moins d'argent que les vignes.
Entre le Moyen Âge tardif et la première moitié du XXe siècle, les villages des bas de Lens, les Lébas, n'étaient occupés que quelques mois par année par les habitants des villages principaux, à savoir Icogne, Lens, Montana et Chermignon qui composaient la commune de Lens jusqu'en 1905. Ils s'y rendaient pour les travaux de la vigne en mars et pour y faire paître leur bétail en automne.

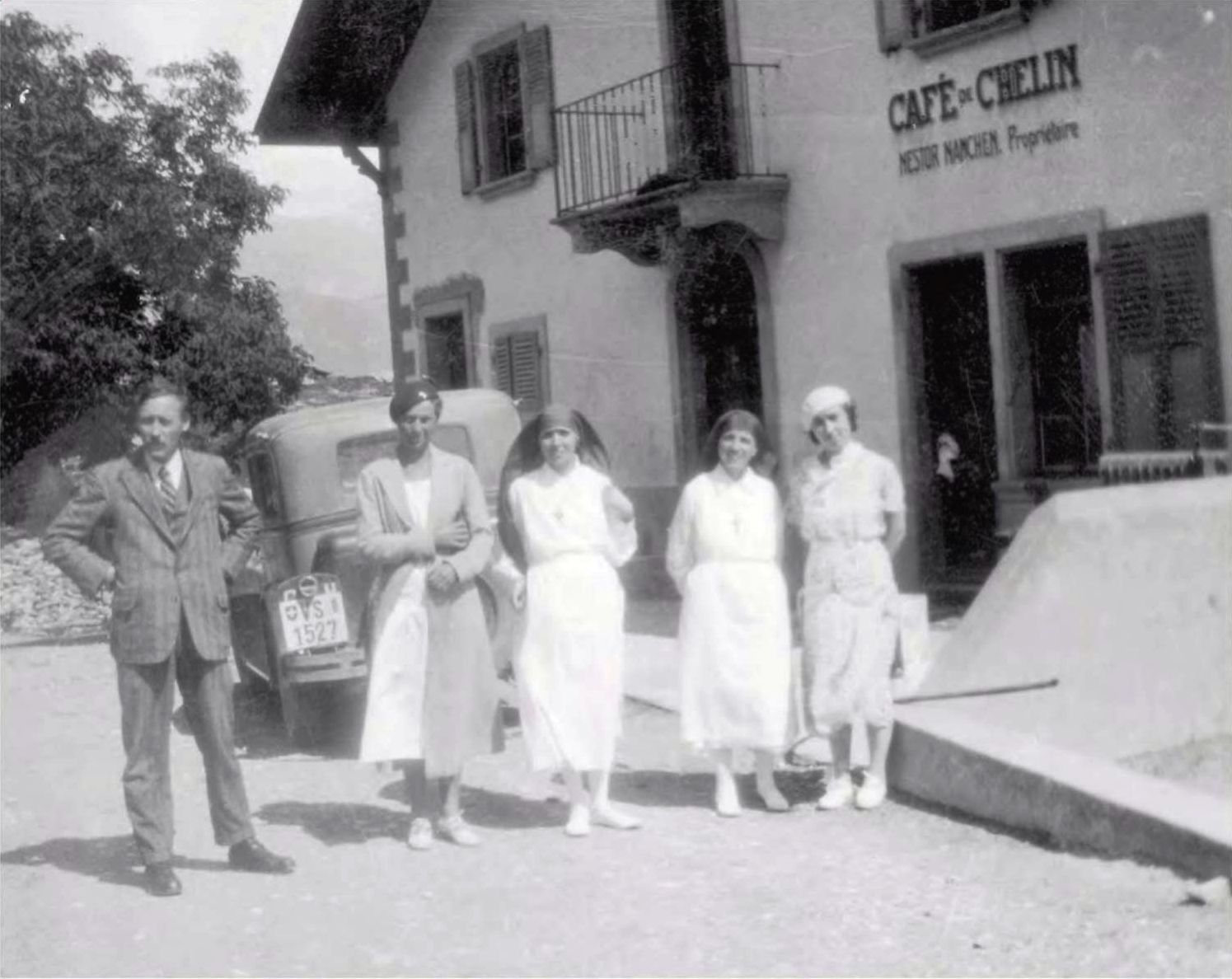
Inauguration du préventorium avec Sœur Claire au centre

En juin 1934, après une recrudescence des cas de tuberculose en Valais, le besoin de préventoriums devint pressant. À la demande de Georgette Wander, la fondation La Providence basée à Sierre et emmenée par Sœur Claire y fit ouvrir un à Chelin, le préventorium Sainte Philomène. Cette institution avait pour but de procurer aux enfants infectés des cures d'air et de leur permettre de se reposer. Le préventorium resta actif pendant 10 ans et ferma ses portes durant l'année 1944, à la suite de désaccords apparus entre Madame Wander et Sœur Claire.
Chelin ayant selon toute vraisemblance été habité en continu depuis l'âge du bronze, on n'y trouve pas de maisons très anciennes car modernisées au cours du temps.
Autrefois, le village était visité de loin pour la pratique de la chasse à la perdrix grise alors abondante, mais celle-ci quitta le Valais dans les années 1960 en raison de l'urbanisation du canton.

## Population

### Gentilé
Les habitants de la localité se nomment les Chelinnards.

### Démographie
Chelin compte 438 habitants fin 2022.
Le graphique suivant résume l'évolution de la population de Chelin entre 1990 et 2020. Le nombre de résidents permanents n'a guère évolué en 30 ans bien que de nouveaux logements soient régulièrement créés.

## Aire protégée

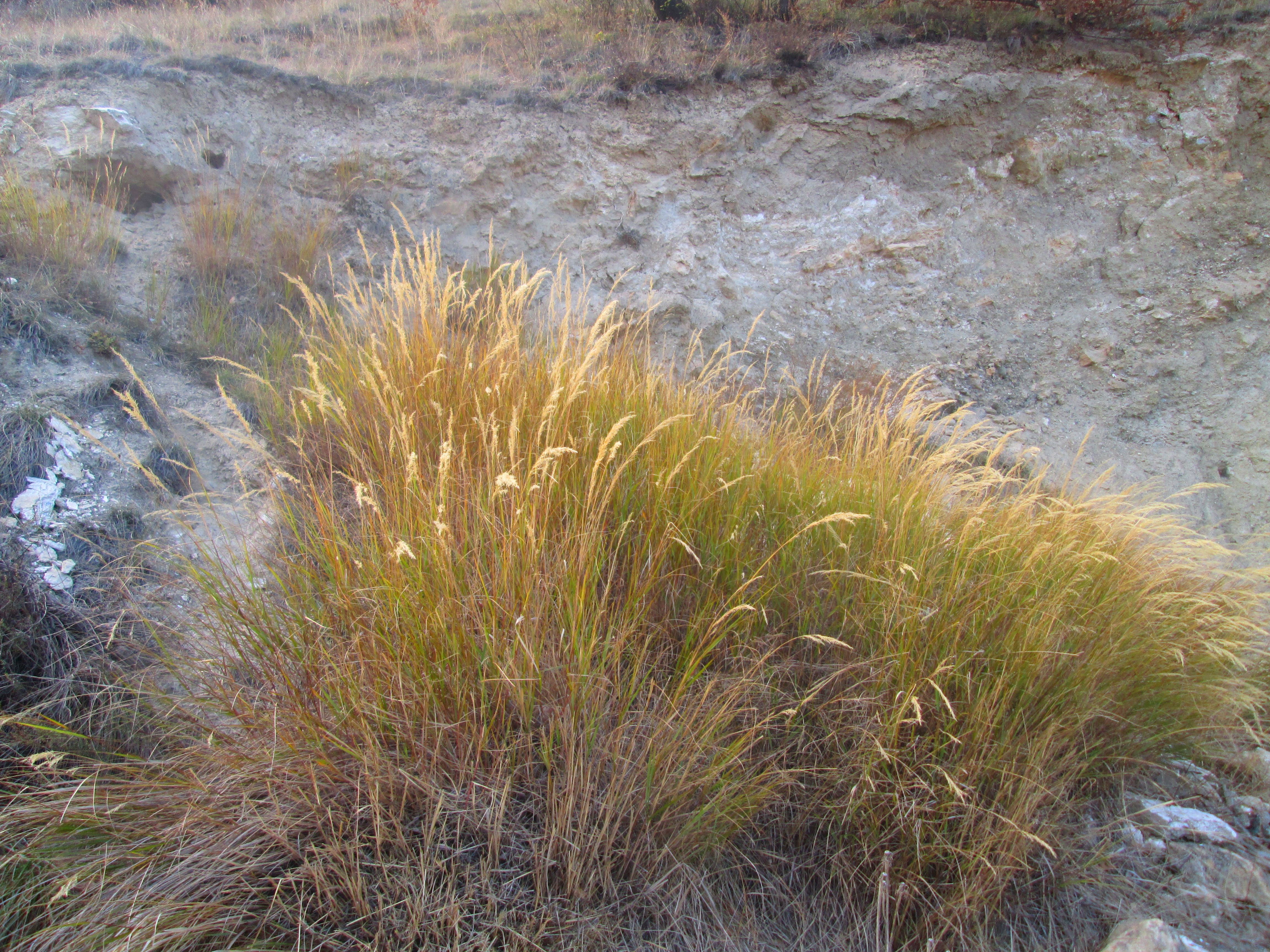
Pelouse sèche

En 2010 l'Agence européenne pour l'environnement (AEE) a inscrit une surface d'un peu plus de 7000 m2 située en contrebas du village comme aire protégée de catégorie UICN IV. La zone fait également partie de l'inventaire des prairies et pâturages secs d’importance nationale de Suisse. Elle a été créée dans le but de protéger la faune et la flore y vivant, les prairies sèches étant favorables à une grande biodiversité.

## Tourisme
La randonnée du bisse du Sillonin débute à la sortie du village en s'enfonçant dans la forêt. Déjà cité en 1368, ce bisse est l'un des plus anciens du Valais encore utilisé de nos jours par l'agriculture pour l'irrigation des vignes et des prés.
Plusieurs trails, dont l'ascension du Christ-Roi, commencent leurs parcours ou empruntent les rues du village et mènent soit à la statue du Christ-Roi soit à Lens. 

## Médias
- Vibration 108, radio privée créée en 2003 émettant en DAB+ de Sierre à Saint-Maurice et en FM sur la fréquence 108.0 de Sierre à Villeneuve[16].

## Personnages nés à Chelin
- Père Pascal Rywalski O.F.M.Cap., prêtre et ministre général des capucins de 1970 à 1982[17].